# Codiaeum variegatum

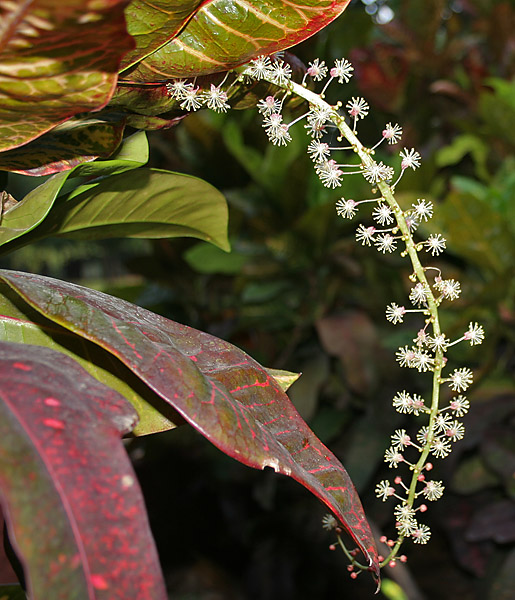
Inflorescência masculina (Hyderabad, Índia).

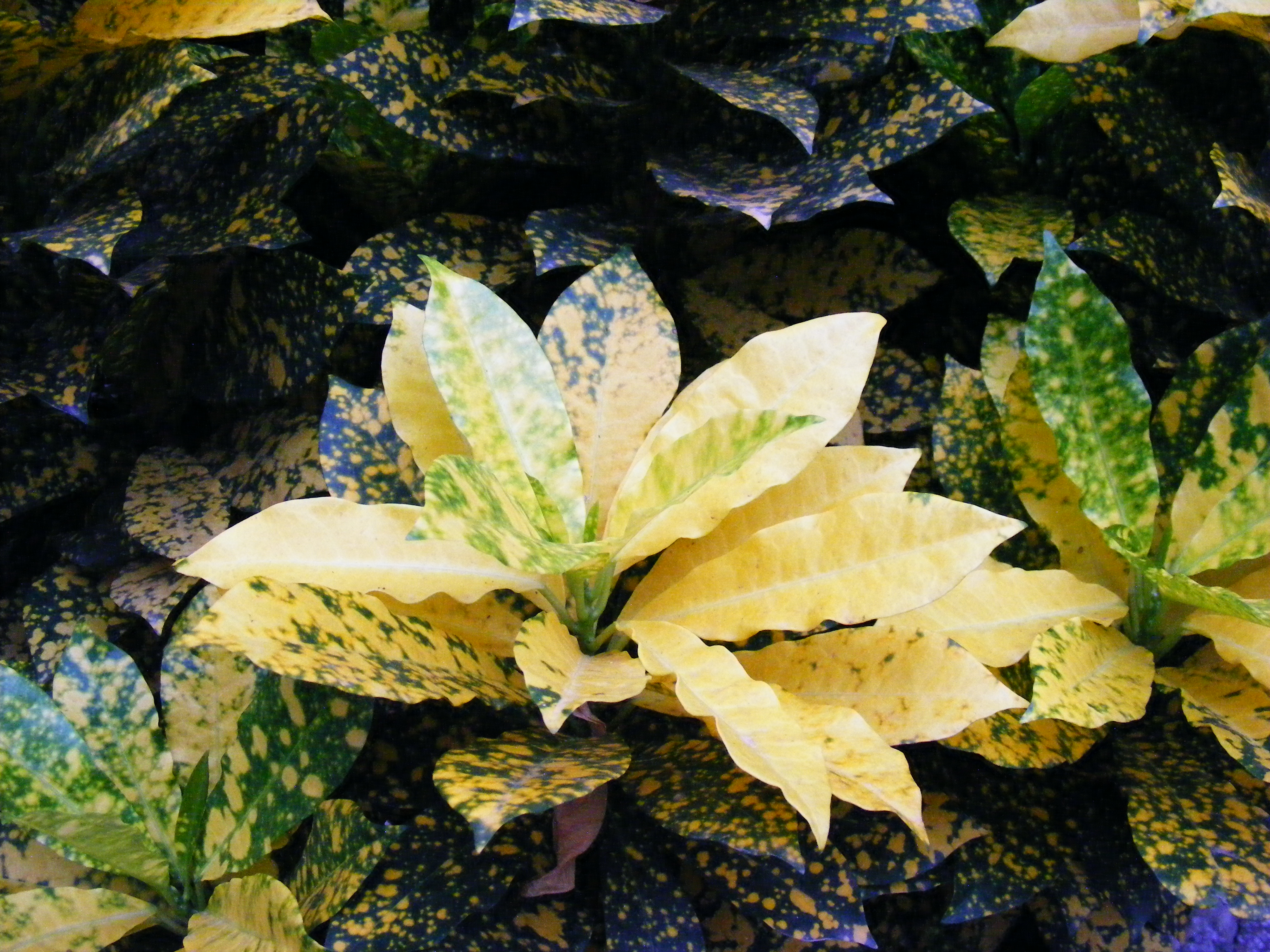
Espécime de folhas amarelas (Kolkata, Índia.)

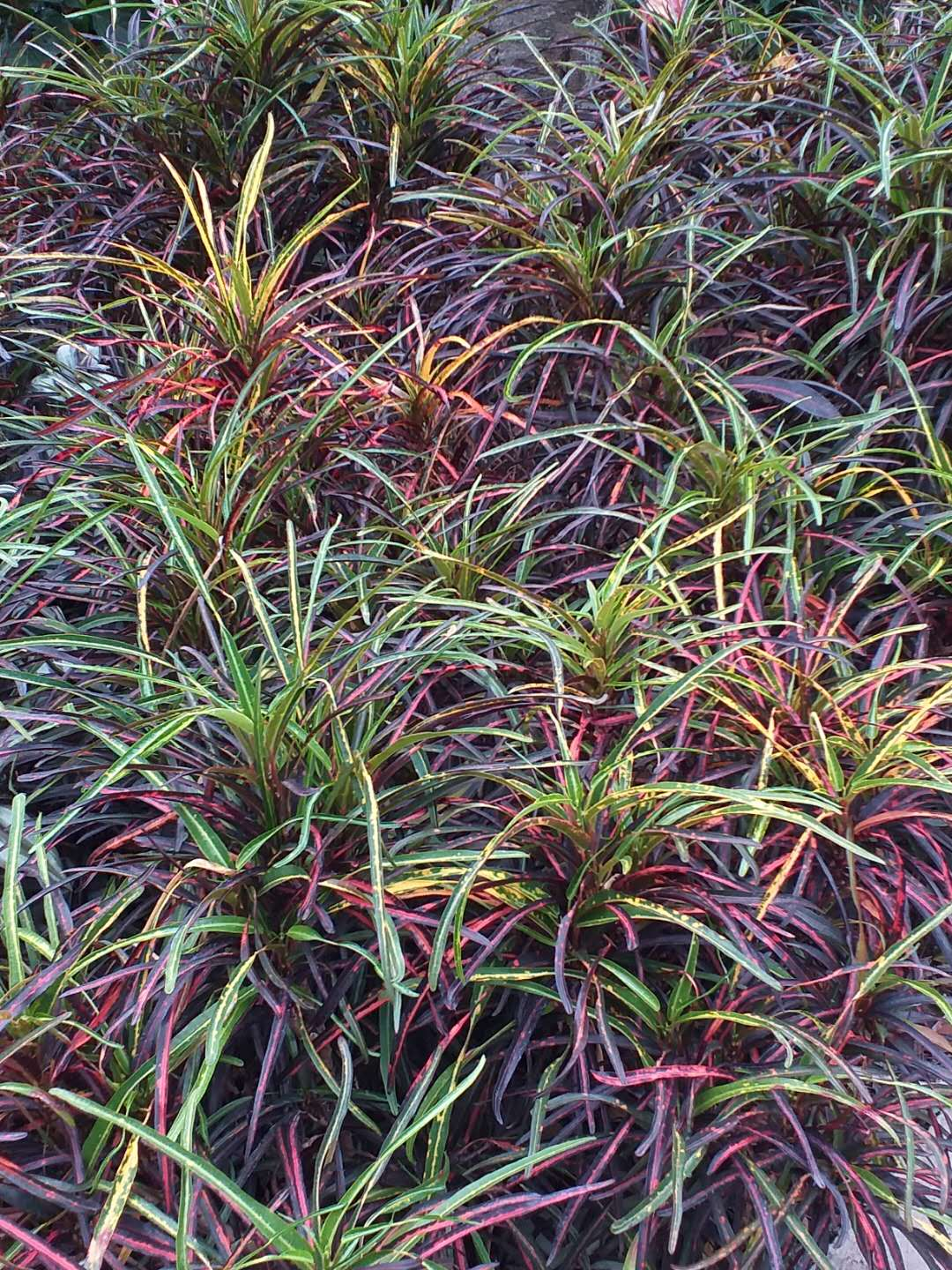
Codiaeum variegatum var. pictum f. taeniosum

Codiaeum variegatum (L.) A.Juss. é uma espécie de planta perene do género Codiaeum da família Euphorbiaceae. A espécie tem distribuição natural na Indonésia, Malásia, Austrália e ilhas do Pacífico ocidental, ocorrendo em florestas abertas e matagais. A espécie é amplamente utilizada como planta ornamental, incluindo como planta de interior nas regiões temperadas e frias, sendo comercializada sob o nome comum de croton. Estão disponíveis variados cultivares, com coloração foliar diversificada, maioritariamente com variegação de base avermelhada. A planta apresenta forte toxicidade para os humanos.

## Descrição
Codiaeum variegatum é um arbusto perenifólio com até 3 m de altura, com grandes folhas espessas, com 5–30 cm de comprimento e 0,5–8 cm de largura, superfície coreácea brilhante, dispostas alternadamente. Os caules contêm uma seiva leitosa que escorre dos ramos cortados.
As flores agrupam-se em longas inflorescências racemosas com 8–30 cm de comprimento, com as flores masculinas e femininas em inflorescências distintas. As flores masculinas são brancas, com cinco pequenas pétalas e 20–30 estames; as flores femininas são amareladas, sem pétalas.
O fruto é uma cápsula com cerca de 9 mm de diâmetro, contendo três sementes com 6 mm de comprimento máximo.
Apesar do nome comum "cróton", resultado de anteriormente per pertencido ao género homónimo, esta espécie não deve ser confundida com Croton, um género cosmopolita, também da família Euphorbiaceae, que agrupa cerca de 700 espécies de plantas herbáceas, arbustos e árvores.

## Cultura
Em regiões de clima tropical a espécie é utilizada para construir sebes decorativas e para preenchimento de grandes vasos de pátio ou canteiros, criando efeitos ornamentais muito apreciados pela cor viva e brilho das folhas. A espécie apenas sobrevive no exterior em regiões onde a temperatura não desça consistentemente abaixo dos 10 °C a 13 °C na estação fria, já que temperaturas mais baixas provocam a queda das folhas.
Em regiões temperadas e frias a planta é cultivada em estufa ou utilizada como planta ornamental de interior. Os espécimes cultivados  são geralmente mais pequenos que as plantas que crescem na natureza, raramente ultrapassando 1,8 m de altura. Existem cultivares com uma grande diversidade de formas e cores foliares. Os cultivares mais coloridos, em geral de vermelho ou amarelo, são por vezes agrupados sob o nome Codiaeum variegatum var. pictum (Lodd.) Müll. Arg., embora tal não seja biologicamente correcto pois o grupo não constitui um táxon botanicamente distinto da espécie e é geralmente considerado um sinónimo taxonómico do  inome da espécie.
São conhecidos algumas centenas de cultivares, selecionados e cultivados pela coloração e forma da sua folhagem. Dependendo da cultivar, as folhas podem ser ovadas a lineares, inteiras a profundamente lobadas ou plissadas, com coloração variegada de verde, branco, roxo, laranja, amarelo, vermelho ou rosa. Os padrões de cor podem seguir a venação, as margens da folha ou conter manchas dispersas no limbo da folha. Entre as cultivares mais populares incluem-se: a Spirale, que tem folhas vermelhas e verdes torcidas em espiral; a 'Andreanum', que tem folhas amarelas amplamente ovais com veios margens dourados; Majesticum, que tem ramagens pendentes, com folhas lineares até 25 cm de comprimento, com nervura central amarela maturando para vermelho; e Aureo-maculatum, que tem folhas manchadas com amarelo.

## Toxicidade
Como é comum entre as plantas pertencentes à família Euphorbiaceae, a seiva pode causar eczema quando em contacto com a pele de pessoas com especial sensibilidade a algum dos seus componentes.
A casca, raízes, látex e folhas são tóxicos para os humanos quando ingeridos. A toxina presente é o composto químico 5-deoxi-ingenol.  A planta contém um óleo que é violentamente purgativo e que se suspeita seja carcinogénico. O consumo de sementes pode ser fatal para crianças.

## Galeria

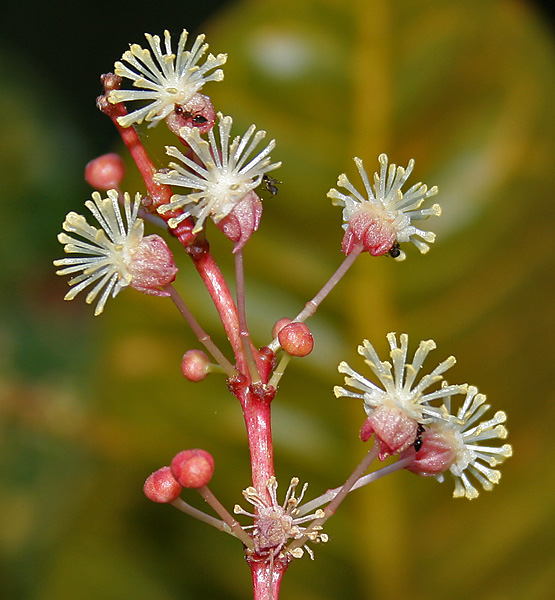
Flor masculina.
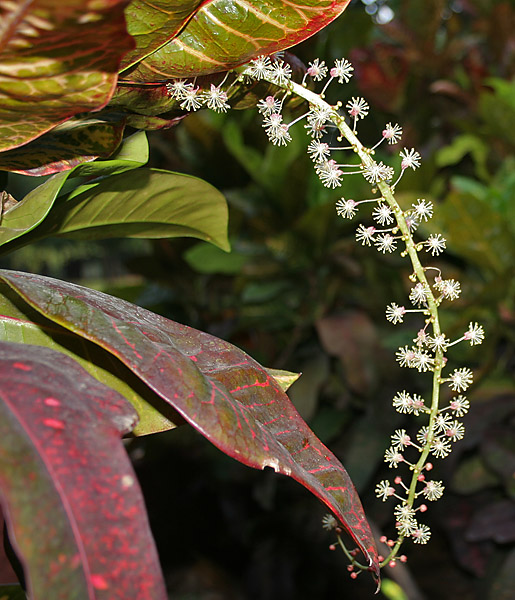
Inflorescência masculina.
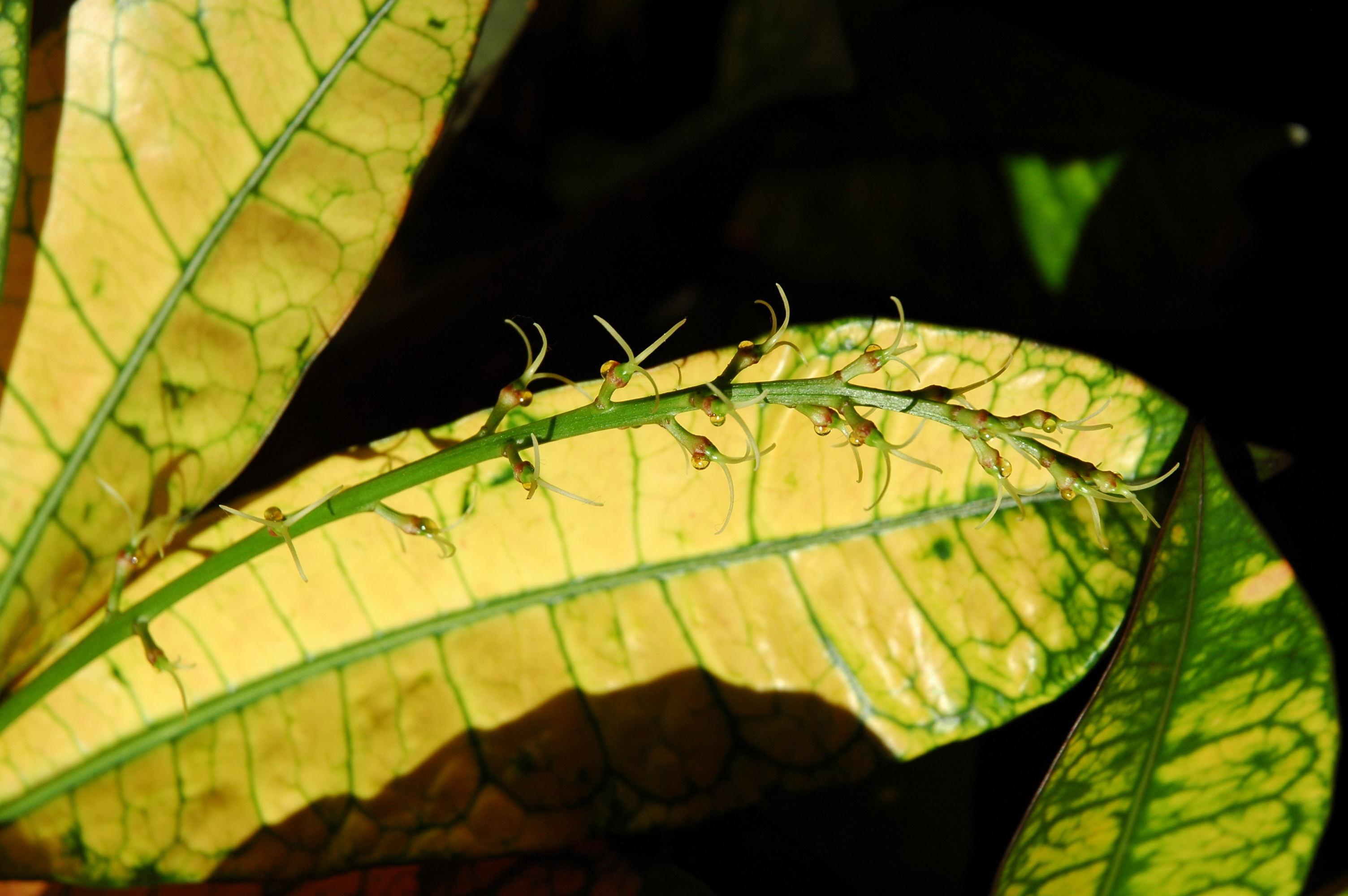
Inflorescência feminina.
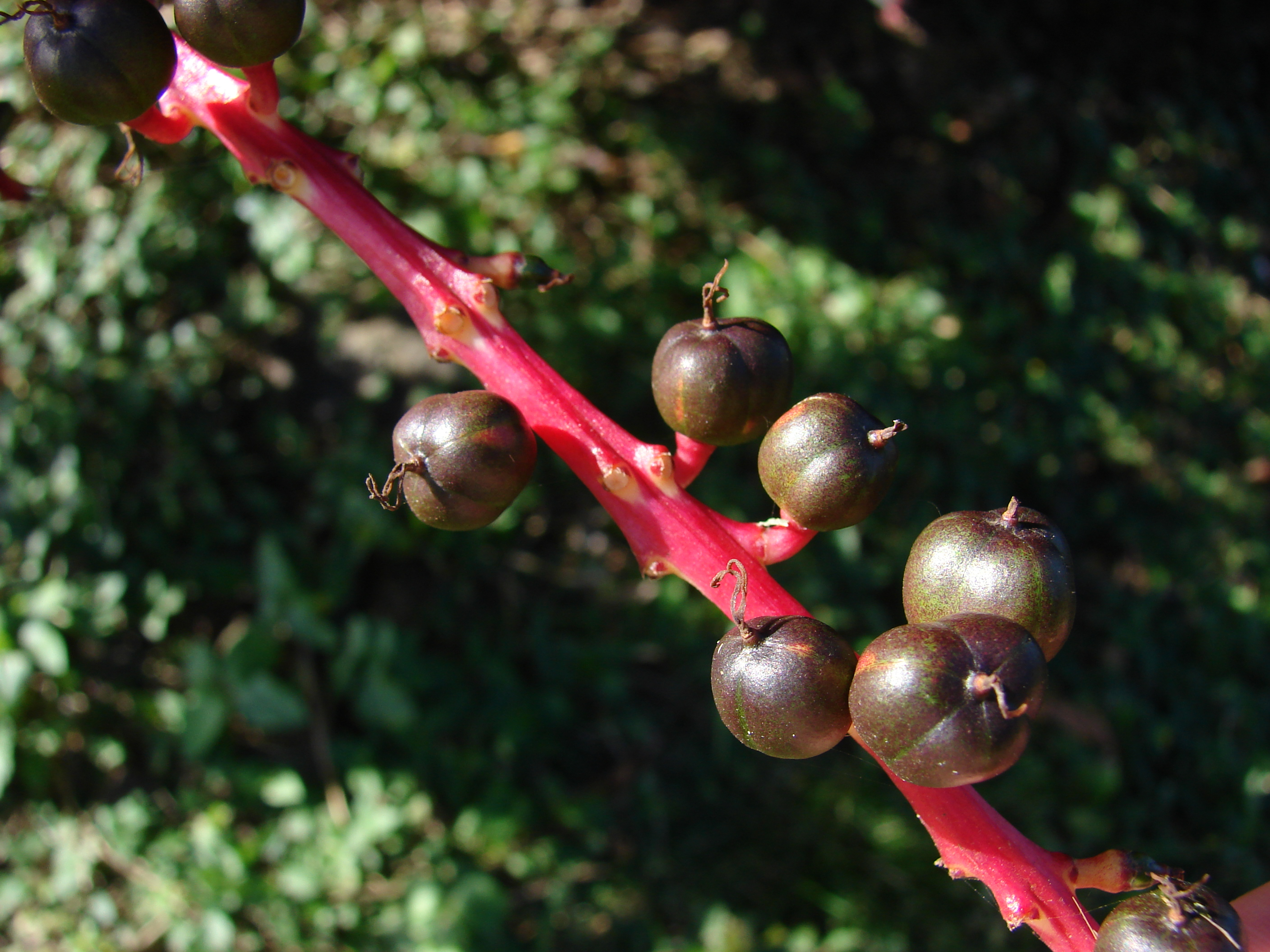
Frutos.
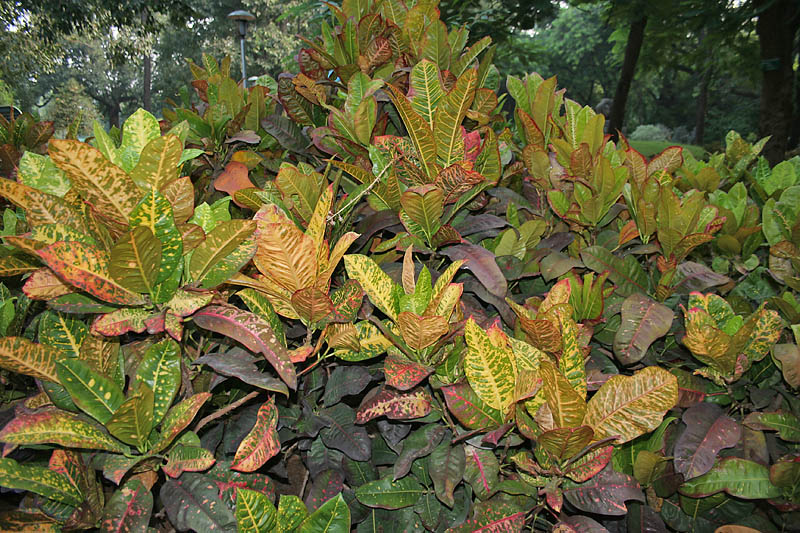
Em Hyderabad
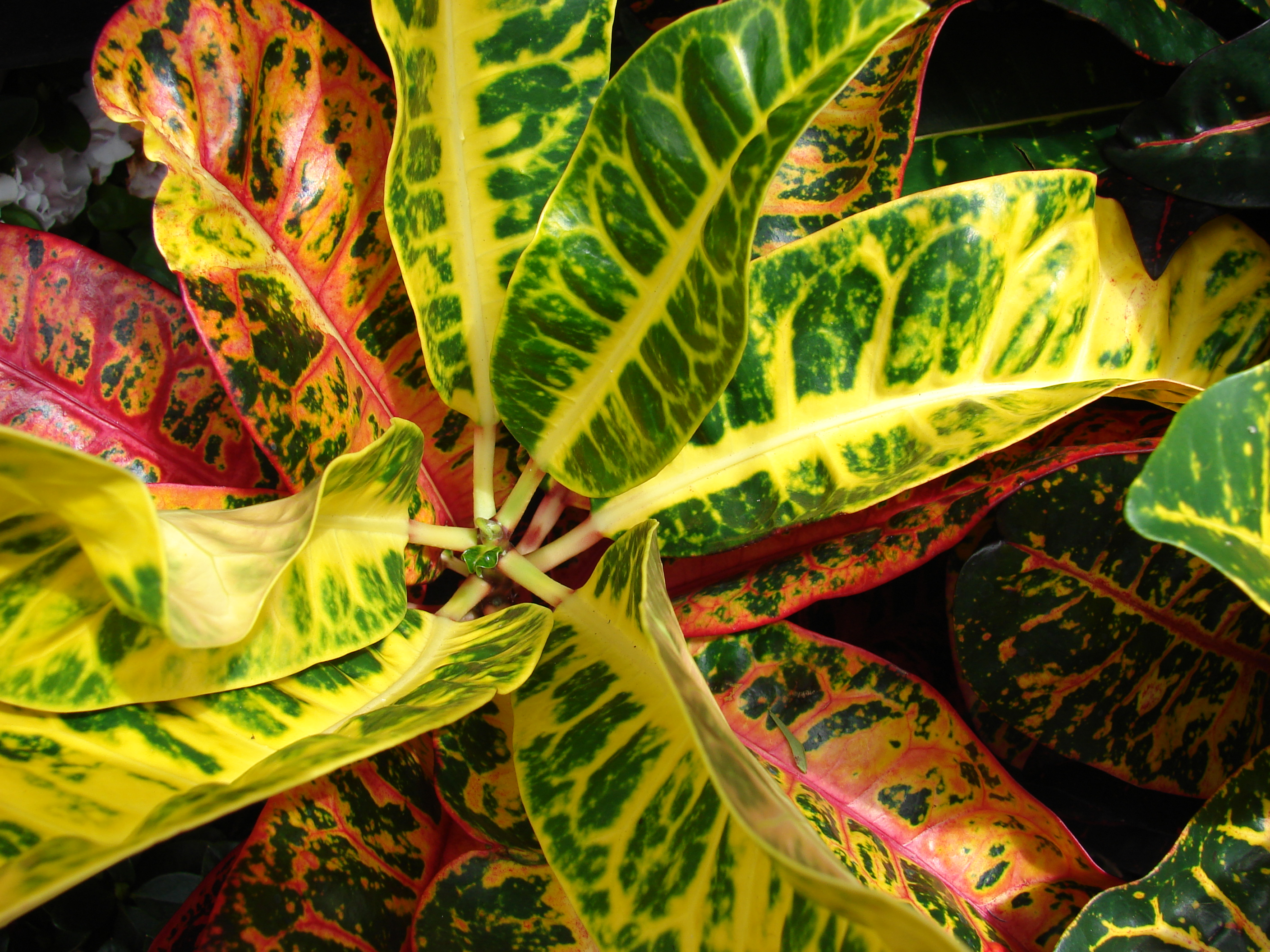
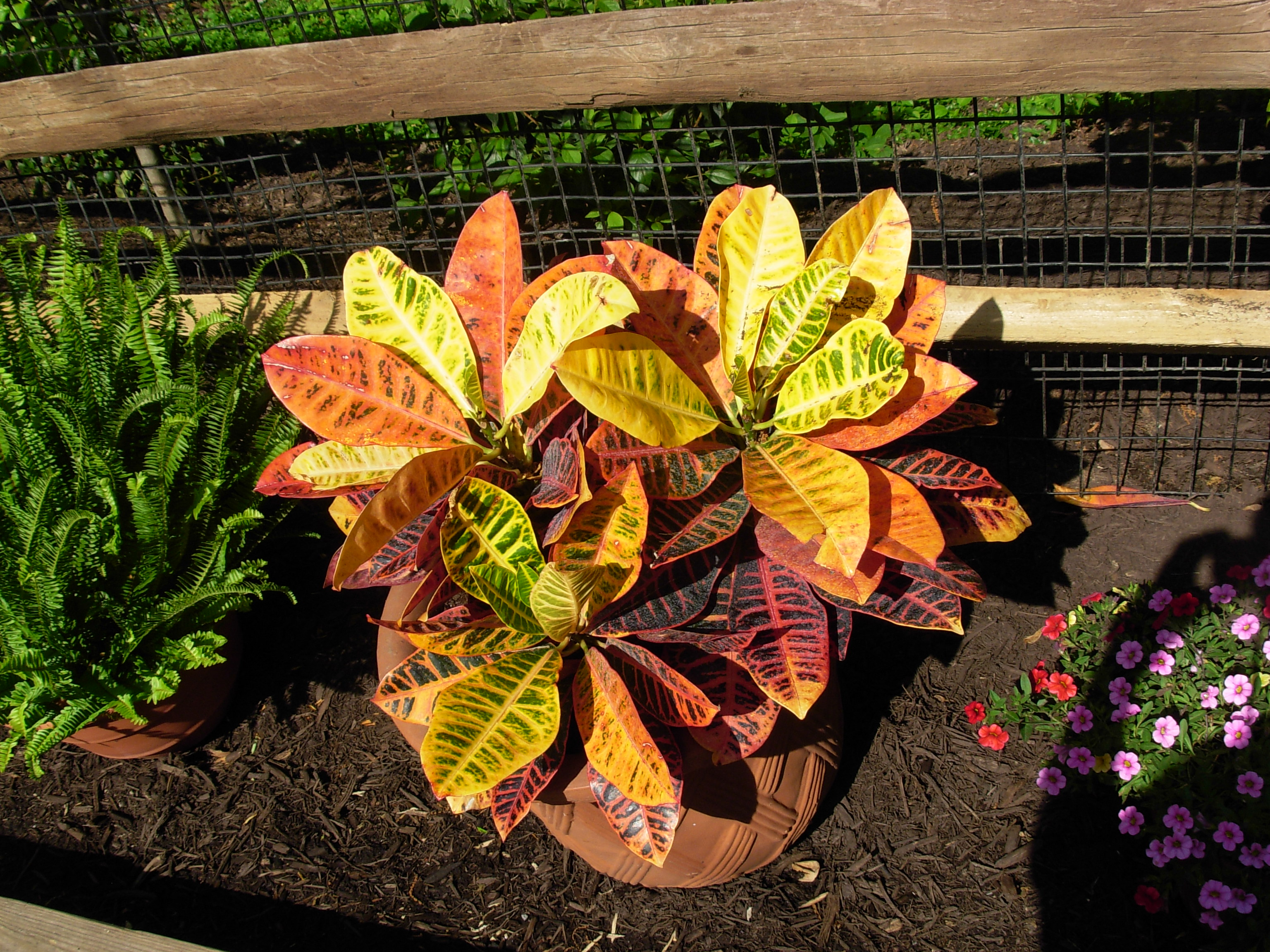
Codiaeum variegatum
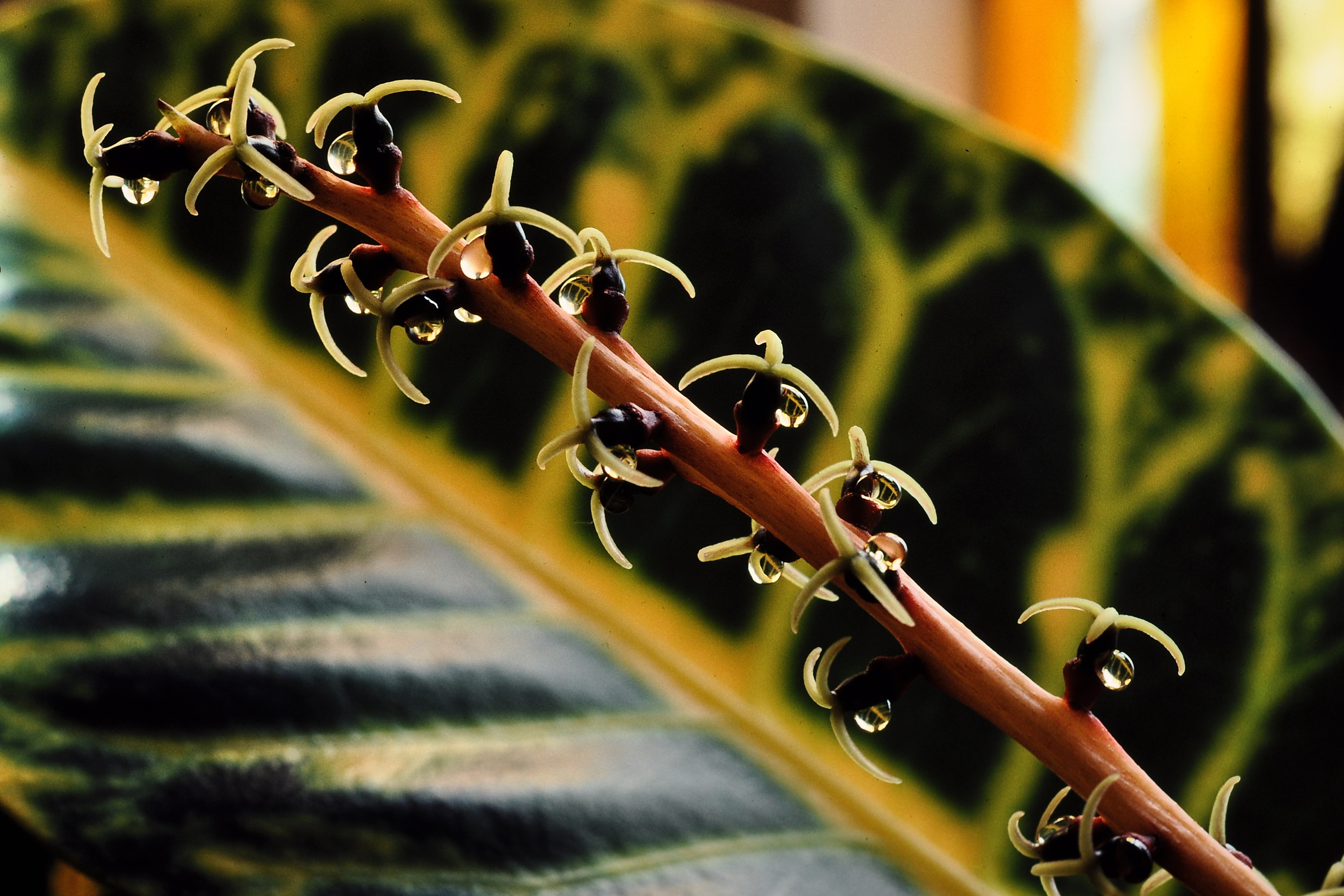
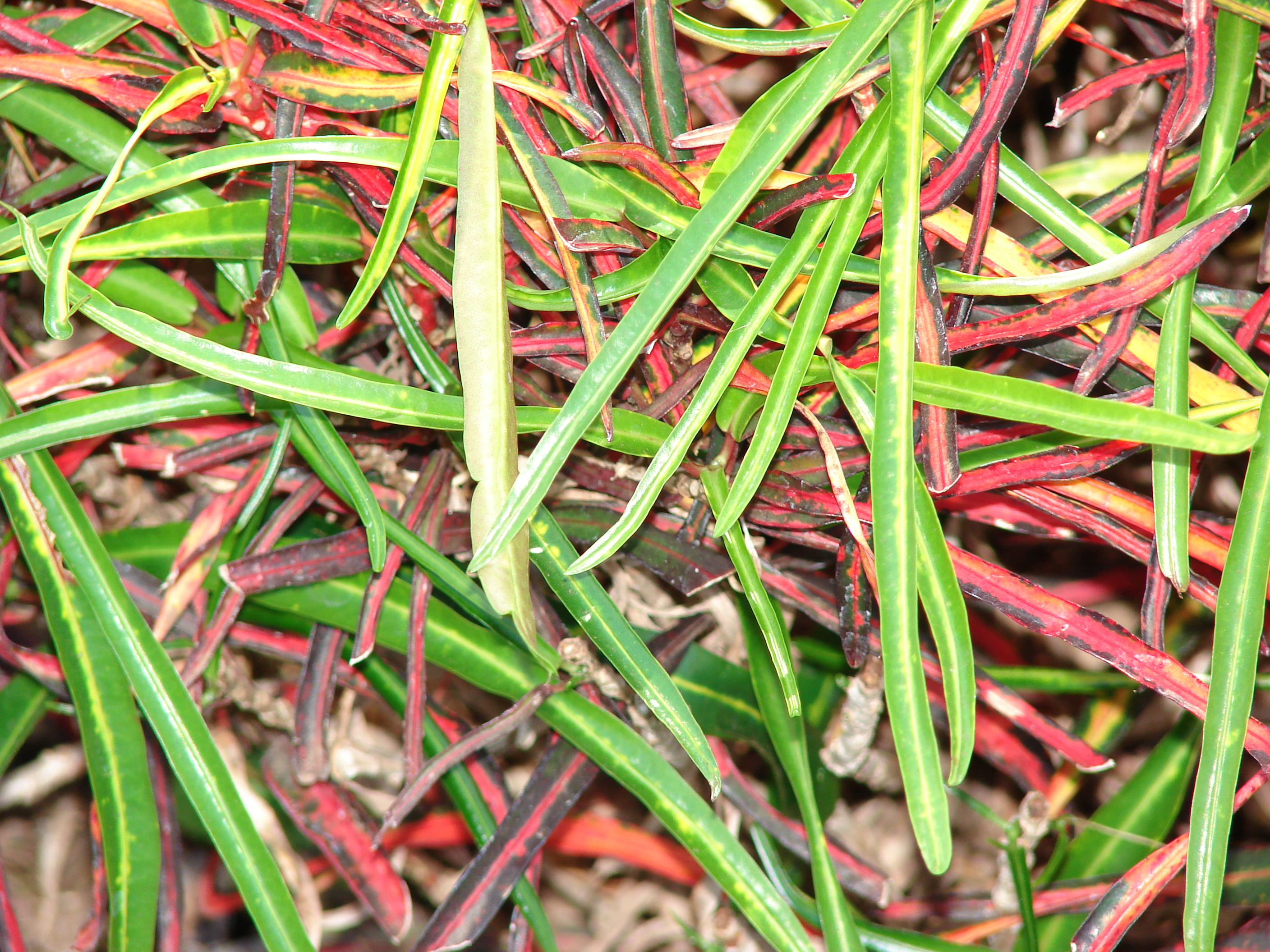
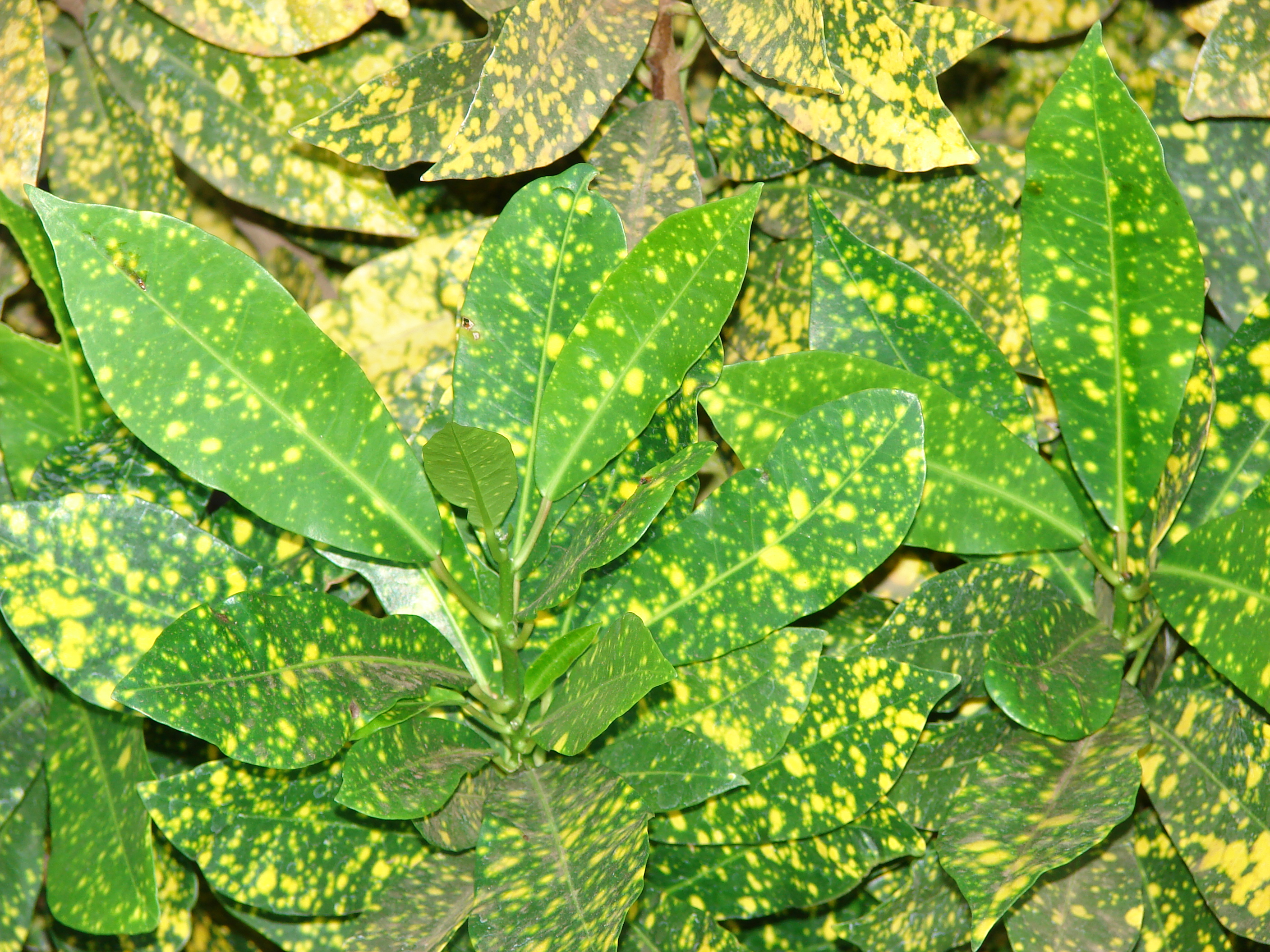
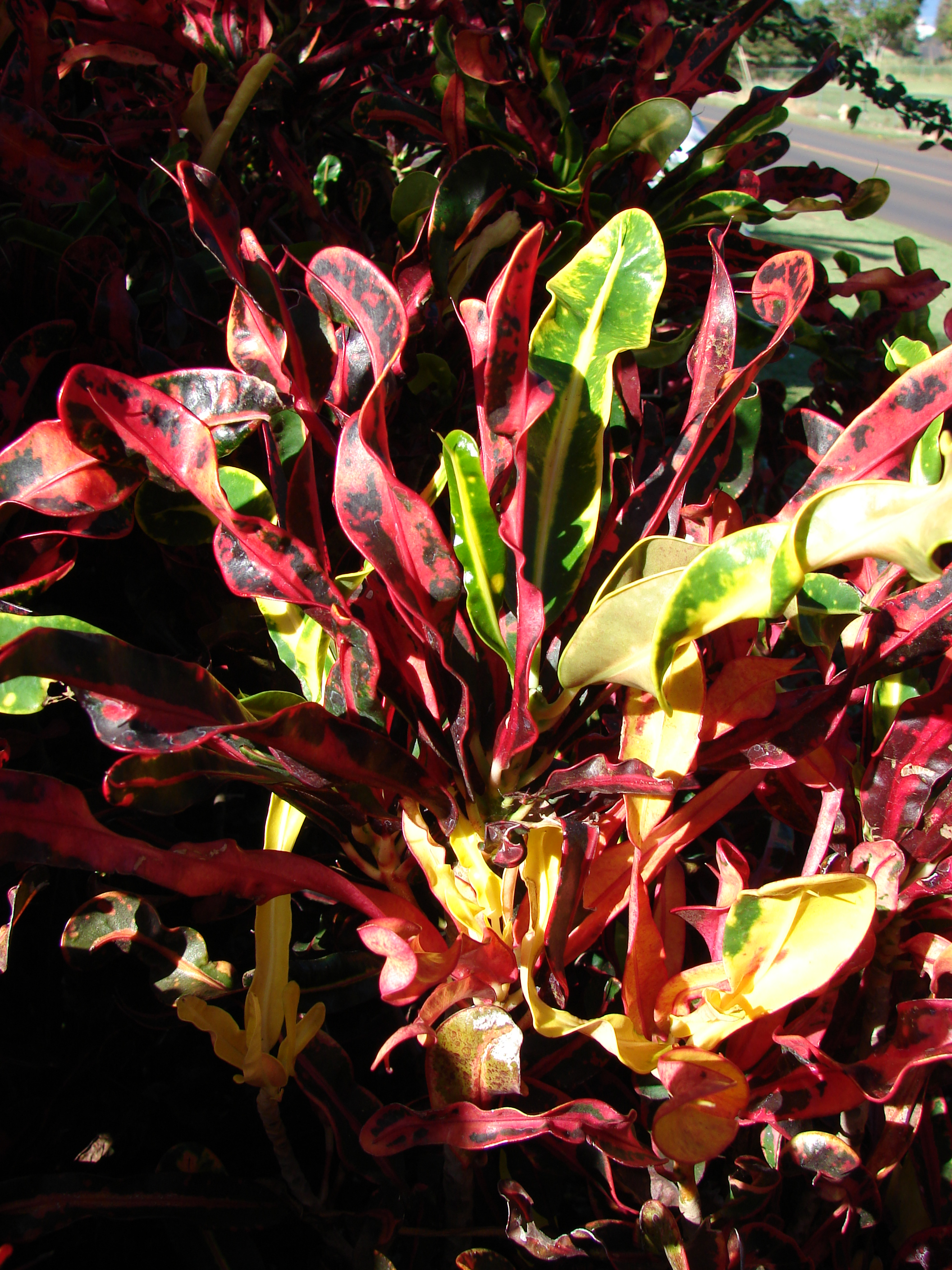
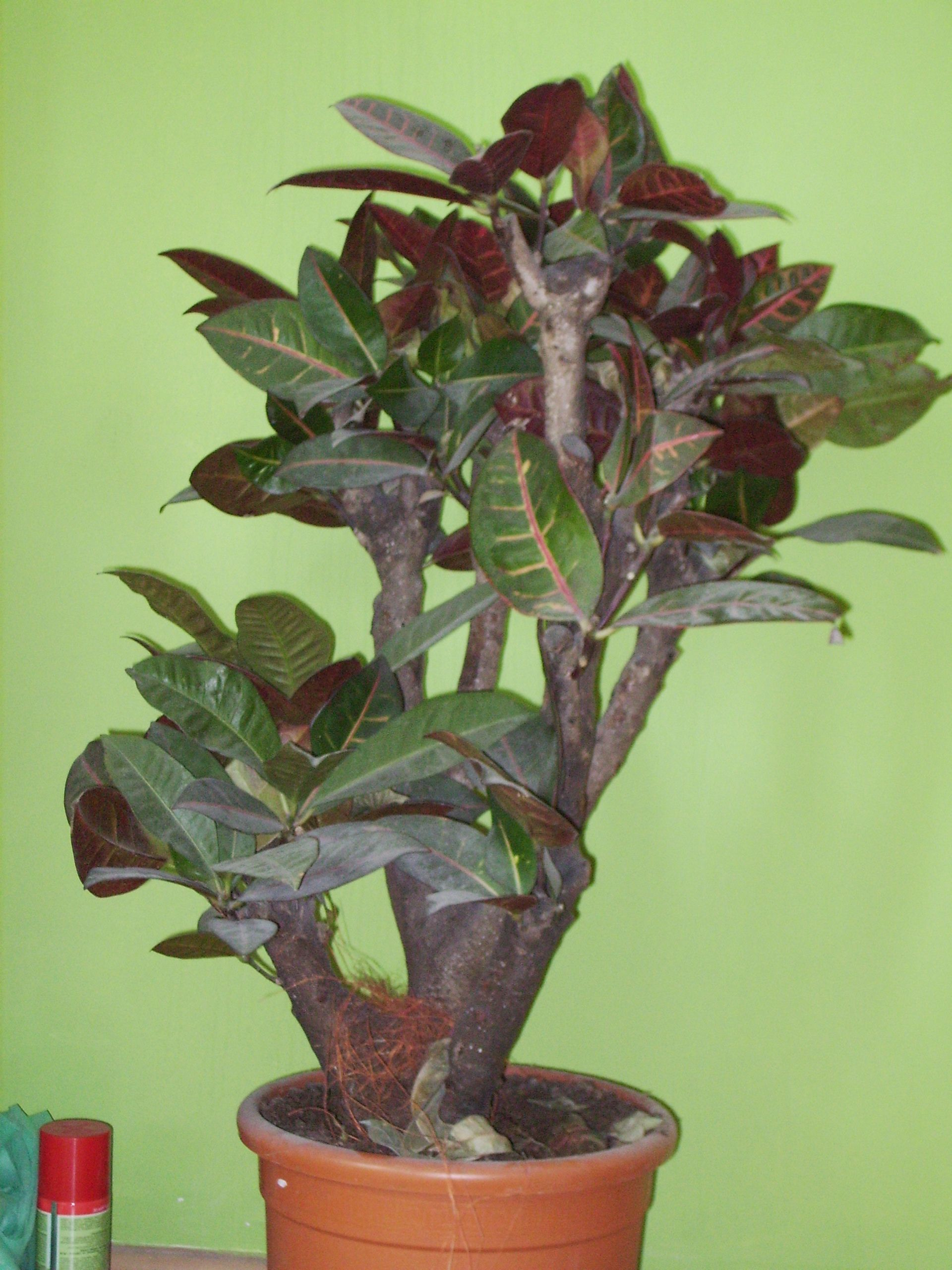